# Sindaci di Roio
Di seguito l'elenco cronologico dei sindaci di Roio (Roio Piano dal 1862 fino al 1927; da tale anno località del comune dell'Aquila) e delle altre figure apicali equivalenti che si sono succedute nel corso della storia.

## Regno di Napoli (1806-1809)
| Sindaci eletti dal decurionato (1806-1809) | Sindaci eletti dal decurionato (1806-1809) | Sindaci eletti dal decurionato (1806-1809) |
| Nominativo                                 | Mandato                                    | Mandato                                    |
| Nominativo                                 | Inizio                                     | Fine                                       |
| ------------------------------------------ | ------------------------------------------ | ------------------------------------------ |
| Domenico Ruggeri                           | 1º settembre 1806                          | 30 aprile 1807                             |
| Angelo Maria Perilli                       | 1º maggio 1807                             | 30 aprile 1808                             |
| Giuseppe Paglia                            | 1º maggio 1808                             | 31 dicembre 1808                           |

## Regno delle Due Sicilie (1830-1861)
| Sindaci eletti dal decurionato (1830-1861) | Sindaci eletti dal decurionato (1830-1861) | Sindaci eletti dal decurionato (1830-1861) |
| Nominativo                                 | Mandato                                    | Mandato                                    |
| Nominativo                                 | Inizio                                     | Fine                                       |
| ------------------------------------------ | ------------------------------------------ | ------------------------------------------ |
| Gianlorenzo Palitti                        | 1830                                       | 1832                                       |
| Luigi Palitti                              | 1833                                       | 1838                                       |
| Domenico Perilli                           | 1839                                       | 1847                                       |
| Berardino Totani                           | 1848                                       | 1850                                       |
| Gioacchino Luciani                         | 1851                                       | 1853                                       |
| Oliviero Lancione                          | 1854                                       | 1856                                       |
| Giuseppe Fatigati                          | 1857                                       | 1861                                       |

## Regno d'Italia (1861-1927)
| Sindaci nominati dal governo (1861-1896)          | Sindaci nominati dal governo (1861-1896) | Sindaci nominati dal governo (1861-1896) |
| Nominativo                                        | Mandato                                  | Mandato                                  |
| Nominativo                                        | Inizio                                   | Fine                                     |
| ------------------------------------------------- | ---------------------------------------- | ---------------------------------------- |
| Giovanni Antonio Equizi                           | 1861                                     | 1863                                     |
| Giuseppe Fatigati                                 | 1864                                     | 1866                                     |
| Emidio Lancione                                   | 1867                                     | 1869                                     |
| Giuseppe Pacitti                                  | 1870                                     | 1872                                     |
| Franco Palitti                                    | 1873                                     | 1896                                     |
| Sindaci eletti dal Consiglio comunale (1896-1925) |                                          |                                          |
| Nominativo                                        | Mandato                                  | Mandato                                  |
| Nominativo                                        | Inizio                                   | Fine                                     |
| Franco Palitti                                    | 1896                                     | 1905                                     |
| Emilio Totani                                     | 1906                                     | 1913                                     |
| Ferdinando Palitti                                | 1914                                     | 1925                                     |
| Podestà nominati dal governo (1925-1927)          |                                          |                                          |
| Nominativo                                        | Mandato                                  | Mandato                                  |
| Nominativo                                        | Inizio                                   | Fine                                     |
| Ettore Rucci                                      | 1925                                     | 1927                                     |